# Archibald Constable
Archibald Constable, né le 24 février 1774 à Carnbee, dans le comté de Fife, mort à Édimbourg le 21 juillet 1827, est un patron de presse et un éditeur écossais.

## Biographie
Fils de l'intendant du comte de Kellie, Archibald Constable est mis en apprentissage auprès d'un libraire d'Édimbourg, en 1788. En 1795, il se lance lui-même dans le commerce comme vendeur de livres rares. Il vend les Scots Magazine en 1801, et l'orientaliste John Leyden, devient son éditeur. En 1800, Constable lance le Farmer's Magazine ; puis, en novembre 1802, il publie le premier numéro de la Revue d'Édimbourg, dont l'éditeur nominal est Sydney Smith ; Lord Jeffrey, est, cependant, l'âme directrice de la revue, ayant comme associés Lord Henry Peter Brougham, Sir Walter Scott, Henry Hallam, John Playfair et, par la suite, Lord Macaulay.
Constable se distingue par la générosité des contrats qu'il offre aux auteurs. Ceux qui écrivent pour la Revue d'Édimbourg sont payés à un niveau de droit d'auteur sans précédent. Ainsi, Constable offre à Scott une avance de 1 000 guinées pour son poème Marmion. En 1804, A. G. Hunter rejoint Constable comme partenaire, constituant un capital considérable dans l'entreprise, connue sous le nom : Archibald Constable & Co. En 1805, conjointement avec Longman & Co., Constable publie Le Lai du dernier ménestrel et, en 1807, Marmion de Scott.
En 1808, Constable et Walter Scott se brouillent, et l'écrivain choisit de se faire éditer par l'imprimeur John Ballantyne & Co. En 1813, cependant, les deux hommes se réconcilient. Ballantyne connaît des difficultés, et Constable redevient l'éditeur de Scott, à condition que l'entreprise de John Ballantyne & Co. soit recapitalisée à une date proche, puisque Scott conserve des intérêts dans l'imprimerie de Ballantyne.
En 1812, Constable, qui a admis Robert Cathcart et Robert Cadell (en) comme partenaires, lors du retrait de Hunter, fait l'acquisition des droits de l'Encyclopædia Britannica, ajoutant des suppléments (6 vols, 1816-1824) dans les 4e, 5e et 6e éditions. En 1814, il acquièrent les droits de Waverley. Ce livre est publié anonymement ; mais, en peu de temps, 12 200 exemplaires sont vendus. Outre les romans de Scott, la maison publie The Annual Register.
Toutefois, la situation financière de l'entreprise se dégrade et, en 1826, elle subit une première faillite. Les agents londoniens de Constable arrêtent les paiements, et il perd 250 000 livres sterling ; James Ballantyne & Co. fait également banqueroute, perdant environ 90 000 livres. Walter Scott est entraîné dans la ruine de ses associés. Le fonds est racheté par Longman.
Constable crée alors une nouvelle entreprise, qui prend le nom en 1827 de la Collection d'originaux et de sélections d'œuvres de Constable (Miscellany of original and selected works ...), qui publie une série d'ouvrages originaux et réédite de livres grands publics, vendus à un prix bon marché, parvenant à populariser une littérature de haute qualité, démarche relativement inédite à l'époque.
Son fils, Thomas Constable (1812-1881) poursuit les activités d'édition. Il fonde en 1840 la maison Thomas Constable & Company. En 1865, son fils, Archibald II, intègre l'entreprise qui prend le nom de T. & A. Constable Ltd. Cette entreprise est à l'origine de la maison Constable & Robinson.

## Sources
- (en) Cet article est partiellement ou en totalité issu de l’article de Wikipédia en anglais intitulé « Archibald Constable » (voir la liste des auteurs).
- (en) « Archibald Constable », dans Encyclopædia Britannica [détail de l’édition], 1911 (lire sur Wikisource).